# Parlamentswahlen in Osttimor 2023

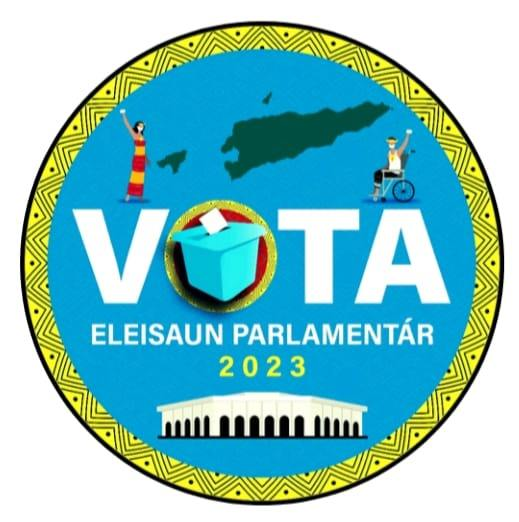
Wahlaufruf 2023

Die Parlamentswahlen in Osttimor am 21. Mai 2023 entschieden über die Zusammensetzung des sechsten Nationalparlaments Osttimors (Parlamento Nacional de Timor-Leste).

## Politische Situation vor den Wahlen

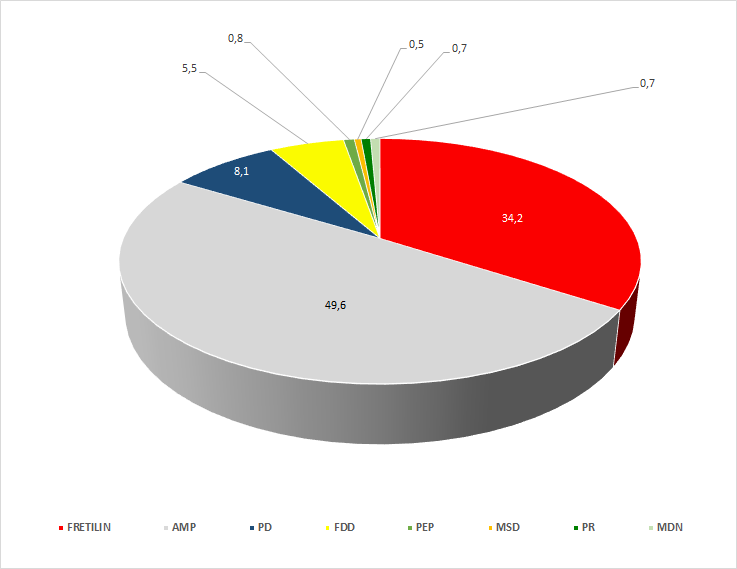
Ergebnis der Wahlen 2018

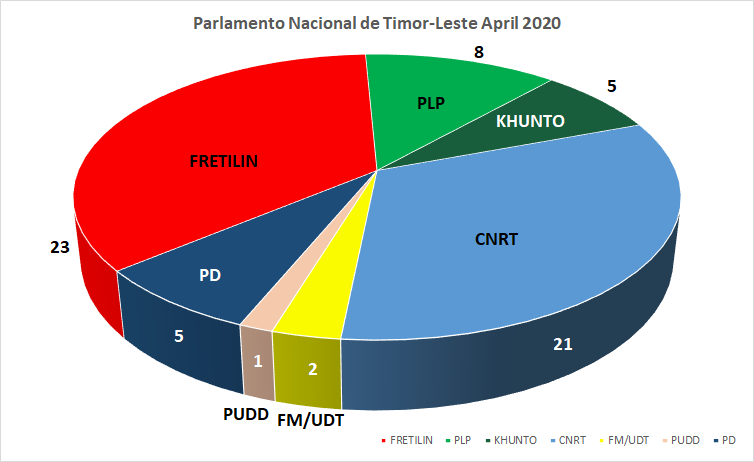
Sitzverteilung im Nationalparlament seit den Wahlen 2018

Bei den vorgezogenen Parlamentswahlen 2018 gewann das Parteienbündnis Aliança para Mudança e Progresso (AMP) aus Congresso Nacional da Reconstrução Timorense (CNRT), Partidu Libertasaun Popular (PLP) und Kmanek Haburas Unidade Nasional Timor Oan (KHUNTO) die absolute Mehrheit im Parlament. Premierminister Marí Bin Amude Alkatiri von der FRETILIN musste sein Amt an Taur Matan Ruak von der PLP abgeben. Ein Großteil der vom CNRT nominierten Kandidaten für die Regierungsämter wurde aber von Staatspräsident Francisco Guterres (FRETILIN) die Ernennung verweigert, da er sie aus unterschiedlichen Gründen für nicht geeignet hielt. Taur Matan Ruak gelang es, trotzdem ein Kabinett zu bilden, indem die vakanten Positionen der fehlenden CNRT-Mitglieder von anderen Regierungsmitgliedern mitverwaltet wurden. Im Nationalparlament verweigerte die AMP den Oppositionsparteien FRETILIN und Partido Democrático (PD) eine angemessene Beteiligung im Präsidium und in der Leitung der Ausschüsse, was zu weiteren Konflikten führte.

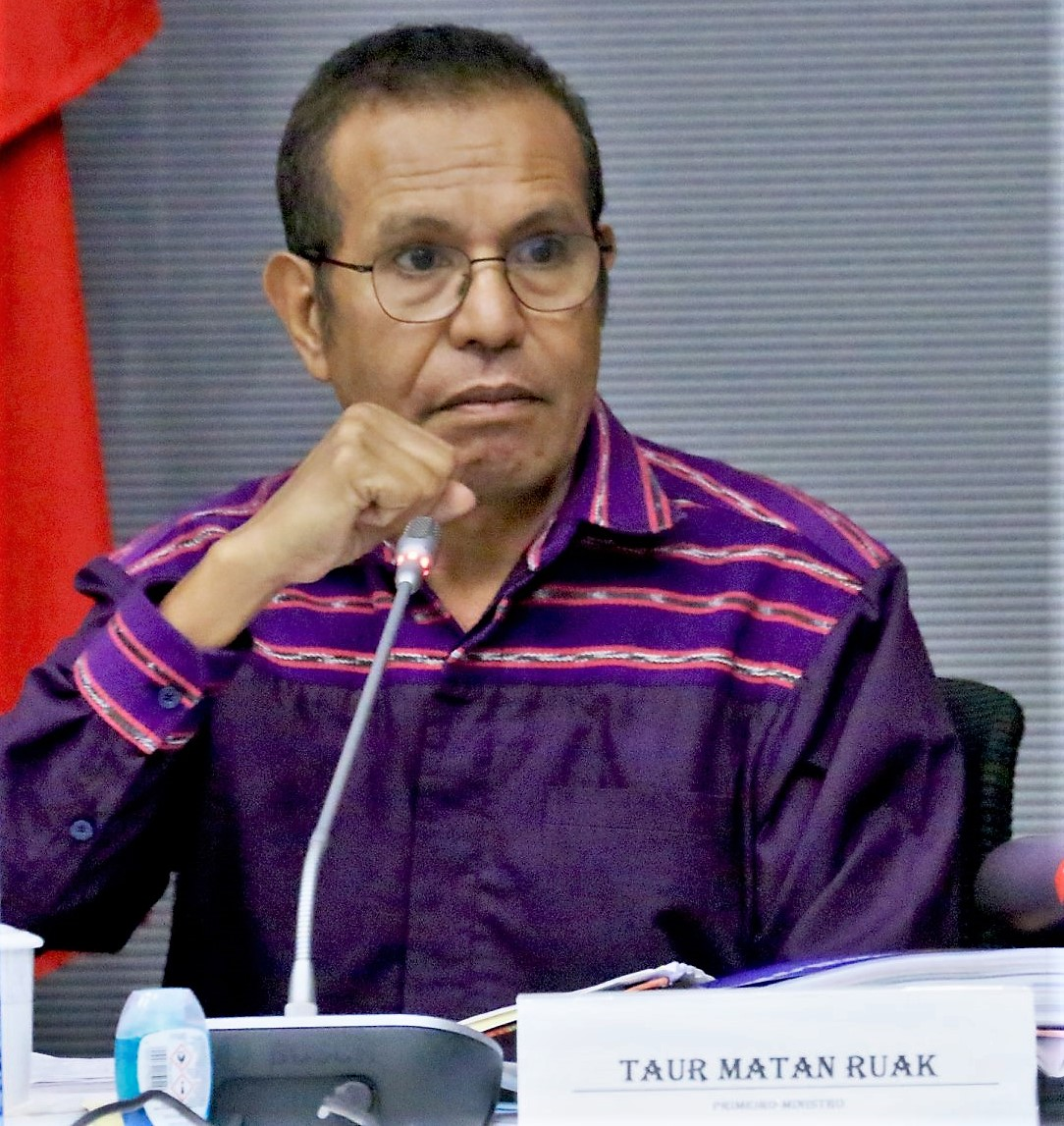
Der bisherige Premierminister Taur Matan Ruak

2020 machten Abgeordnete des CNRT immer mehr Premierminister Taur Matan Ruak mit dafür verantwortlich, dass der Großteil der CNRT-Minister nach 18 Monaten immer noch nicht im Amt war. Am 17. Januar scheiterte der Haushaltsentwurf der Regierung, weil sich die CNRT-Abgeordneten der Stimme enthielten. Taur Matan Ruak erklärte daher das Ende der AMP, Präsident Guterres forderte ihn aber auf, die Regierung einstweilen weiter zu führen. Am 22. Februar unterzeichneten CNRT, KHUNTO, PD, União Democrática Timorense (UDT), Frenti-Mudança (FM) und Partidu Unidade Dezenvolvimentu Demokratiku (PUDD) eine Koalitionsvereinbarung zur Bildung einer neuen Regierung. Das Rücktrittsgesuch von Taur Matan Ruak zwei Tage später nahm Guterres aber wieder nicht an und forderte ihn stattdessen auf, weiter die Übergangsregierung zu führen. Mit Ausbruch der COVID-19-Pandemie in Osttimor Ende März kam eine weitere Krise auf das Land zu. Daraufhin erklärte die KHUNTO, sie wolle nun wieder Taur Matan Ruak unterstützen, und dieser nahm sein Rücktrittsgesuch am 8. April wieder zurück. Der Vorschlag der Sechs-Parteien-Allianz, Gusmão zum Premierminister zu ernennen, wurde von Präsident Guterres nicht beantwortet. Am 27. April verlor die Koalition im Parlament eine Abstimmung zum Notstand wegen COVID-19, da PLP, KHUNTO und FRETILIN geschlossen abstimmten. Das war das Ende der Koalition, und die VIII. Regierung nahm nun Vertreter der FRETILIN ins Kabinett auf, ebenso Júlio Sarmento da Costa von der PD, die nun ebenfalls die Regierung unterstützte. Parlamentspräsident Arão Noé da Costa Amaral vom CNRT wurde durch Aniceto Guterres Lopes von der FRETILIN ersetzt und die Ausschussvorstände neu besetzt, wodurch nun der CNRT ausgeschlossen wurde.
Xanana Gusmão, der Führer des CNRT, versuchte bei den Präsidentschaftswahlen 2022 die Macht zurückzugewinnen, indem der CNRT den beliebten parteilosen Friedensnobelpreisträger José Ramos-Horta als Kandidaten aufstellte. Im Wahlkampf machte Gusmão deutlich, dass er im Falle eines Wahlsiegs von Ramos-Horta die Entlassung der Regierung und Ausrufung vorgezogener Neuwahlen erwarte. Ramos-Horta, der in seinen Reden immer auf Ausgleich zwischen den politischen Parteien bedacht war, blieb in seinen Aussagen zu seinen Plänen nach der Wahl vage. Nach seinem Sieg über Amtsinhaber Guterres erklärte Ramos-Horta, dass er die VIII. Regierung bis zum Ende ihres Mandates unterstützen werde. Die regulären Neuwahlen für das Parlament setzte er im November 2022 auf den 20. Februar 2023 fest. Danach entbrannte eine Diskussion über den Wahltermin. Schließlich verkündete Präsident Ramos-Horta als Wahltermin den 21. Mai. Im Juni könne so das Endergebnis bekannt gegeben und das neue Parlament zur gleichen Zeit antreten, wie die Parlamentarier zur Legislaturperiode von 2018 (damals am 12. Juni. Die neue Regierung wurde am 21. Juni vereidigt). Zudem könnte rechtzeitig der Staatshaushalt 2024 verabschiedet werden, was verschiedene Probleme vermeiden würde und im September findet der ASEAN-Gipfel statt, bei dem Osttimor als Mitglied aufgenommen werden soll. Die FRETILIN hatte ein Datum im zweiten Halbjahr vorgeschlagen.

## Wahlvorgang

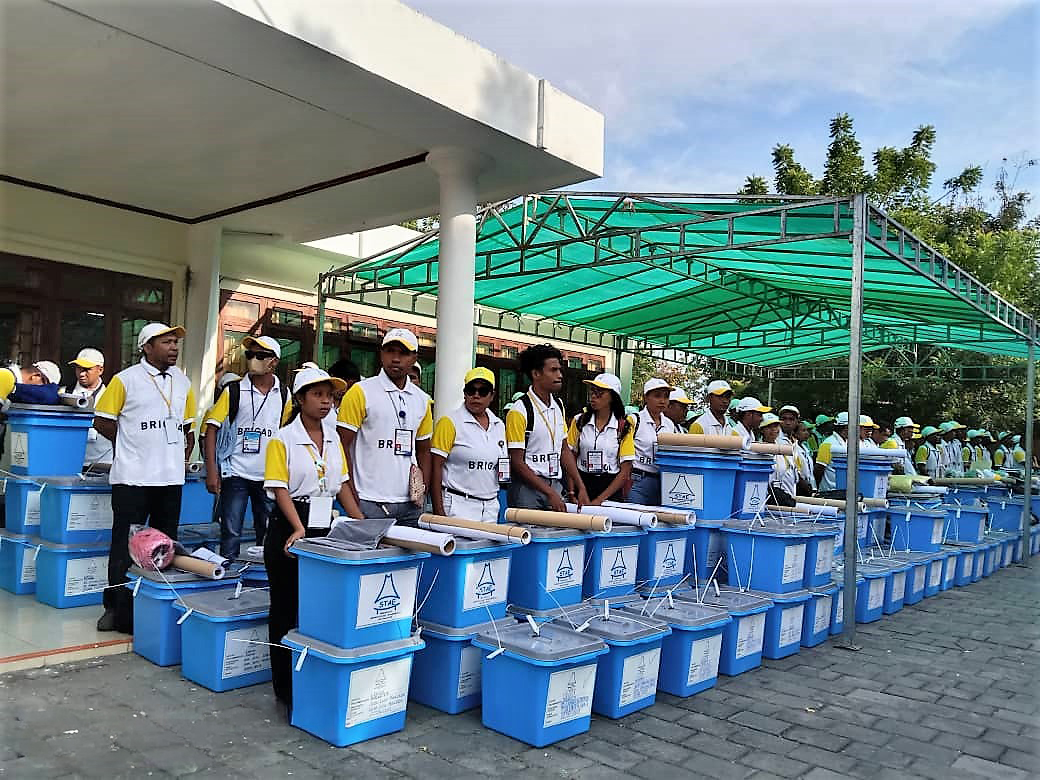
Wahlurnen für Liquiçá

Die Sitze werden nach dem D’Hondt-Verfahren den Listen zugeteilt, wobei der letzte Sitz, im Fall mehrerer gleicher Höchstzahlen, der Partei mit den wenigsten Stimmen zugesprochen wird. Um die Vier-Prozent-Hürde überspringen zu können, können Parteien Wahlbündnisse bilden. Wähler, die ihre Stimme abgegeben haben, werden am Finger mit einer violetten, nicht abwaschbaren Tinte markiert, um eine doppelte Stimmenabgabe zu verhindern. Die 10.000 Flaschen Tinte wurde über das Entwicklungsprogramm der Vereinten Nationen (UNDP) für 394.000 Dollar gekauft.
Das Secretariado Técnico de Administração Eleitoral (STAE) stellt insgesamt 1.472 Wahlzentren und 1.850 Wahllokale im Land bereit. Wahlberechtigt ist man ab dem 17. Lebensjahr. In den Wahllisten sind 890.145 Personen registriert, 11.800 davon in Ausland. Wahllokale werden daher auch in Australien (Darwin, Melbourne und Sydney), Portugal (Lissabon, Porto und Beja), Südkorea (Gwangju und Seoul) und im Vereinigten Königreich (Crewe, Dungannon, Peterborough und Oxford) vorbereitet. Etwa 20.000 Personen arbeiten an der Durchführung der Wahl am Wahltag.
Bisher mussten Wähler ihre Stimme in ihrer Heimatgemeinde abgeben, was für viele Einwohner der Hauptstadt Dili bedeutete, dass sie am Wahltag in ihre Heimat fahren mussten. Nach Erfahrungen bei den letzten Präsidentschaftswahlen soll nun auch bei den Parlamentswahlen für jede Gemeinde Osttimors in Dili ein Wahlzentrum eröffnet werden, um den Wählern die Reise zu ersparen. Mit der fünften Änderung des Wahlgesetzes von 2006 soll außerdem die Briefwahl für Osttimoresen im Ausland eingeführt werden. Zudem sollen Journalisten an ihrem Arbeitsort ihre Stimmen abgeben können und die Öffnungszeiten der Wahllokale sollten geändert werden.

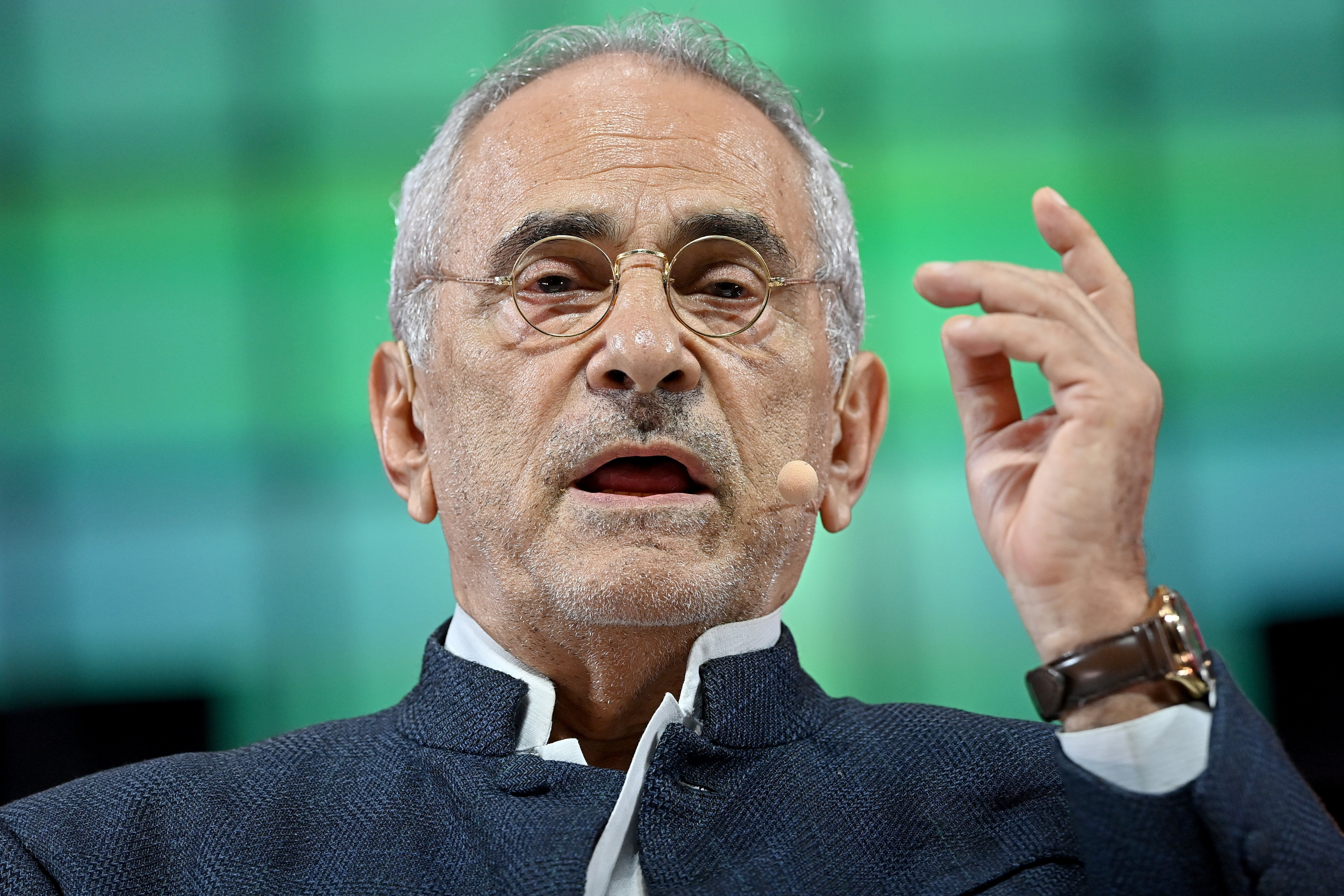
Staatspräsident José Ramos-Horta (2022)

Am 14. März legte Präsident Ramos-Horta sein Veto gegen eine Reihe von Änderungsanträgen zum Gesetz über die Wahlen ein. In seinem Schreiben an die Abgeordneten im Parlament befürwortete er die geplante Einführung von Briefwahl und Unterlagen in Blindenschrift, lehnte aber die parallelen Wahllokale für Wähler, die nicht in ihren Heimatort zur Stimmabgabe fahren können ab. Diese hatte es erstmals bei den letzten Präsidentenwahlen gegeben und sollten nun ausgeweitet werden. Ramos-Horta erklärte die dafür notwendigen Mechanismen und Register würden fehlen, um doppelte Stimmabgaben zu verhindern. Auch kritisierte er die geplante direkte Weiterleitung der Auszählungsdaten an die Nationale Wahlkommission (CNE), obwohl die Verfassung zuerst eine Auflistung an der Wahlurne und dann auf kommunaler Ebene verlangt. Außerdem nennt das neue Wahlgesetz nicht die neue Gemeinde Atauro, weswegen auf der Insel gar kein Wahllokal vorgesehen ist. Das Parlament musste nun über die Änderungswünsche des Staatsoberhaupt entscheiden. Am 20. März wies das Parlament das Gesetz mit 37 gegen 22 Stimmen (bei zwei Enthaltungen) wieder unverändert zurück an Ramos-Horta. Bei erneuter Verabschiedung des neuen Gesetzes ist der Staatspräsident dazu verpflichtet, es mit seiner Unterschrift in Kraft zu setzen.

## Parteien und Parteienbündnisse

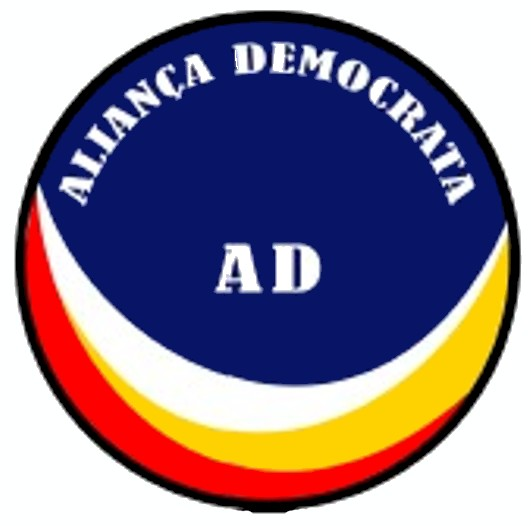
Das Logo der kurzlebigen
Aliança Democrata

Bis zum 15. März 2023 konnten Parteien ihre Teilnahme an der Wahl melden. Am 19. April beginnt der Wahlkampf.
2018 entzog das Obersten Gericht Osttimors (Tribunal de Recurso) den sieben Parteien ASDT, KOTA, PDL, PUN, PARENTIL, PNT und PTT, die Wählbarkeit, so dass die CNE am 15. Februar 24 anerkannte politische Parteien in Osttimor aufzählte. Dazu gehören auch die 2022 registrierten Grünen (PVT). Allerdings stellte das Tribunal auch bei der Partido Milénio Democrático (PMD), der Partido Democrática Republica de Timor (PDRT), der Partido do Desenvolvimento Popular (PDP) und der Partido Timorense Democrático (PTD) fest, dass diese wegen Fehlen gesetzlicher Vorgaben bei den Parlamentswahlen 2023 nicht antreten können.
Ende Januar wurde die Aliança Democrata (AD; deutsch Demokratischen Allianz) von der Aliança Nacional Democrata (AND), PDP und Partidu Liberta Povu Aileba (PLPA) gegründet. Die offizielle Anerkennung der AND als politische Partei beim Tribunal ist bisher noch nicht abgeschlossen.
Am 4. März schlossen sich vier Parteien zu einem Wahlbündnis zusammen. Der Frente Ampla Democrática (FAD; deutsch Breite Demokratische Front) gehören die UDT und die FM sowie die beiden nicht im Parlament vertretenen Parteien Centro Acção Social Democrata Timorense (CASDT) und Partido do Desenvolvimento Nacional (PDN) an. Eine weitere Koalition kündigten die PDRT und die Associação Popular Monarquia Timorense (APMT) an.

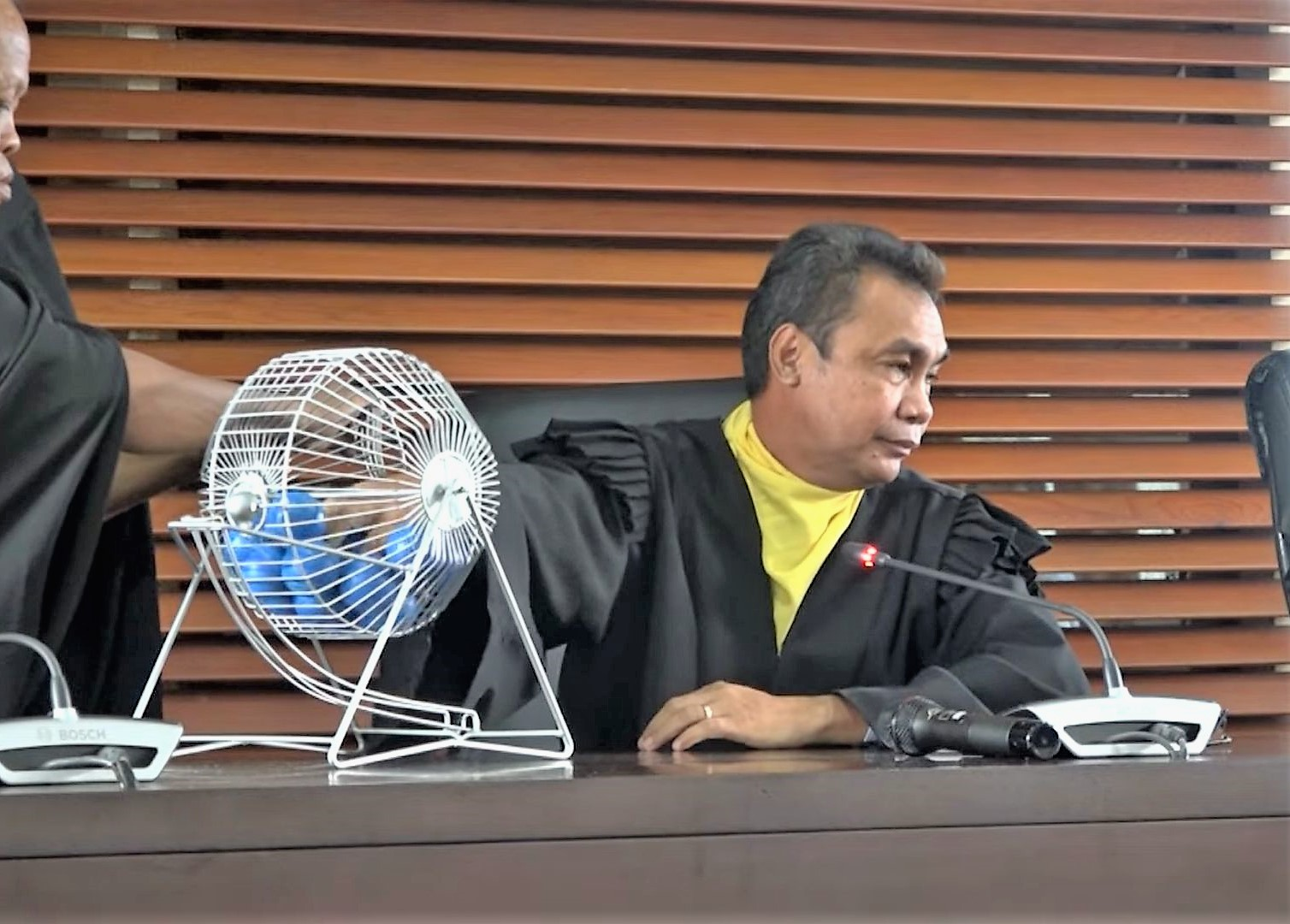
Ziehung der Reihenfolge der Parteien auf dem Stimmzettel durch Richer Santos (29. März 2023)

Am 13. März bestätigte die CNE die Meldung der drei Koalitionen, doch das Tribunal lehnte alle drei Bündnisse ab. Die PDP von der Aliança Democrata und die PDRT hätten beide die gesetzlichen Vorgaben als wählbare Parteien nicht mehr erfüllt, so dass deren Parteienbündnisse obsolet sind. Die AND hatte ohnehin noch nicht die Anerkennung als Partei erlangt. Bei der FAD war die PDN aus dem Bündnis am 14. März ausgetreten und reichte als einzelne Partei eine Wahlanmeldung ein. Das Tribunal stellte fest, dass bei der PDN kein Kongress oder nationale Konferenz die Kooperation mit den anderen Parteien bestätigt hatte, womit die gesamte FAD keine Zulassung erhielt. Den verbliebenen Partnern der verschiedenen Bündnisse blieb noch die Möglichkeit der Einzelanmeldung zur Wahl.
Am Stichtag, dem 15. März hatten schließlich insgesamt 18 Parteien ihre Wahllisten eingereicht. Aufgrund des innerparteilichen Streits in der Frenti-Mudança wurden sowohl von Parteichef Ricardo Cardoso Nheu als auch von seinem Vorgänger Egídio de Jesus Wahllisten eingereicht. Nach den Vorfällen um die Zulassung der Wahlbündnisse und der Frage, welche Parteien überhaupt antreten dürfen, forderten sowohl das Tribunal als auch die CNE von der zukünftigen Legislative eine Klärung der Zuständigkeit über die Entscheidung der Zulassung von Parteien und Wahlbündnissen, da hier Gericht und Wahlbehörde in Konflikt geraten.
Am 25. März entschied das Tribunal, dass 17 Parteien bei der Wahl antreten dürfen. Der Frenti-Mudança wurde die Zulassung zur Wahl verweigert. Weder gab es eine Klarstellung, welche der beiden Listen die Partei vertritt und ein Schlichtungsversuch der beiden Gruppen scheiterte. Die offizielle Liste wurde am 29. März im Jornal da República veröffentlicht.
Am 15. April unterzeichneten Führer der Regierungsparteien FRETILIN, PLP und KHUNTO eine Vereinbarung, dass man nach dem Wahlen ein gemeinsames Regierungsbündnis schließen wolle.
Die PLPA und die AND schlossen eine „strategische Vereinbarung“, die bei Einzug in das Parlament für die gesamte Legislaturperiode bis 2028 gelten soll. In die Wahlliste der PLPA wurden AND-Mitglieder aufgenommen. Jorge da Conceição Teme, Chef der AND, führt die Wahlliste an.

## Wahlkampf

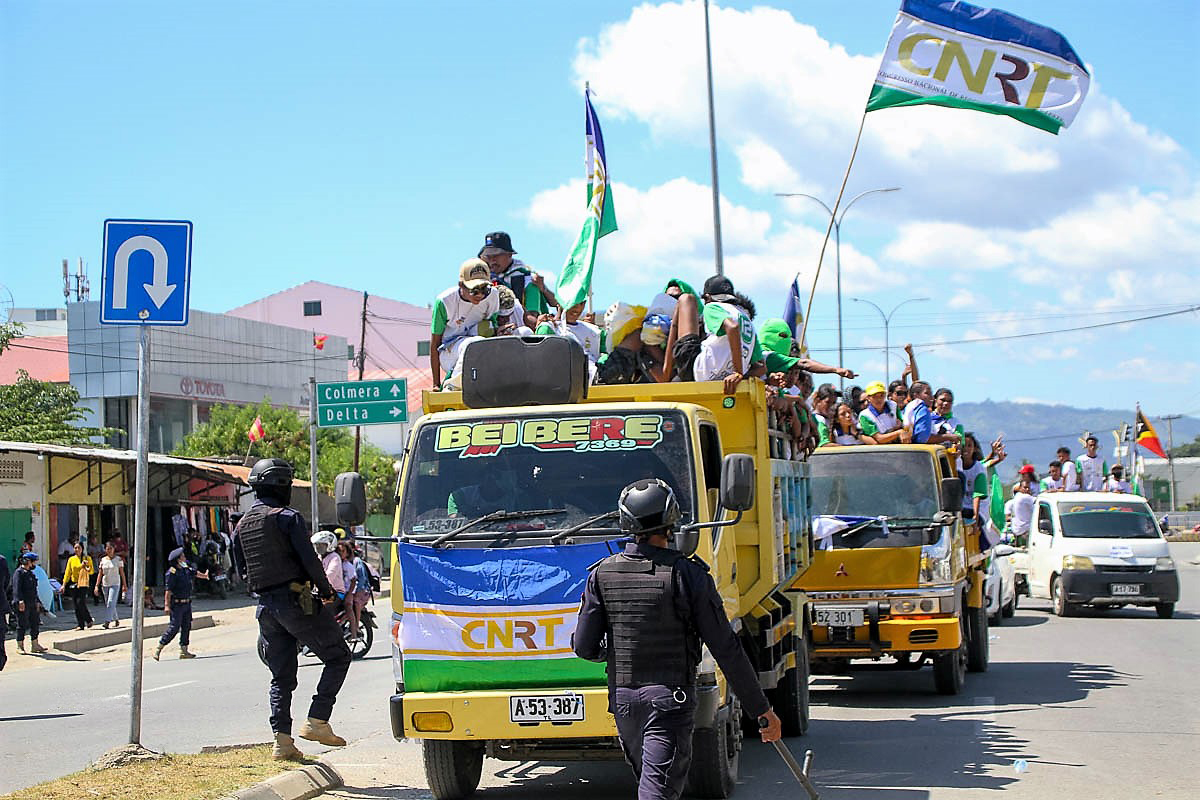
Corso des CNRT in Dili

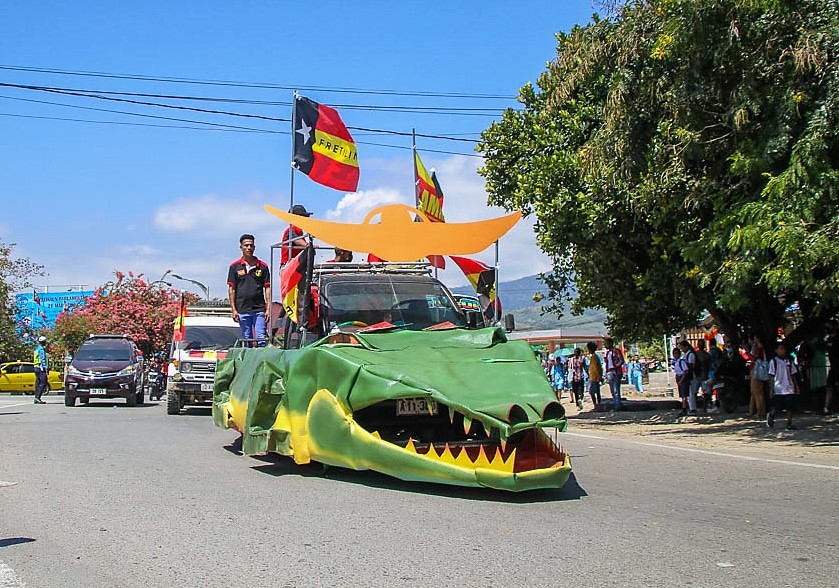
Wahlkampfmobil der FRETILIN

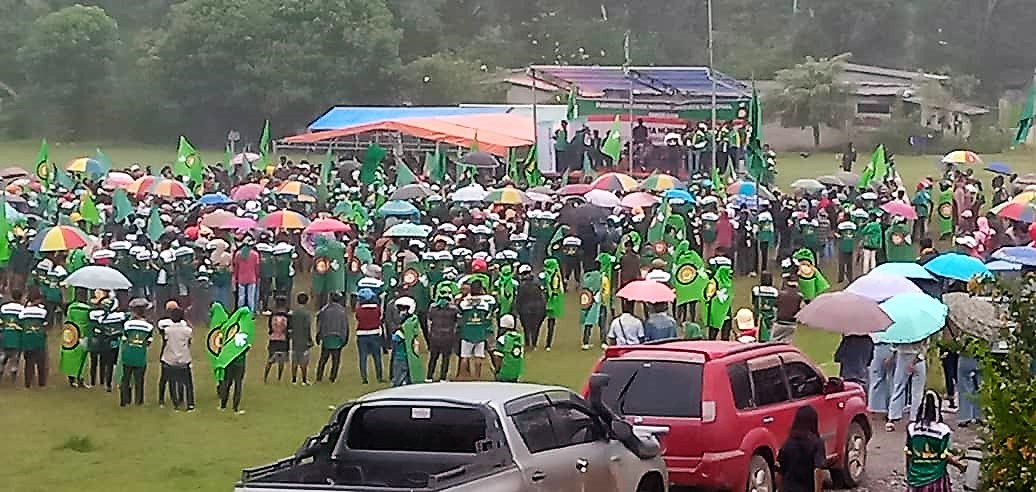
Wahlkampfveranstaltung der KHUNTO in Ainaro

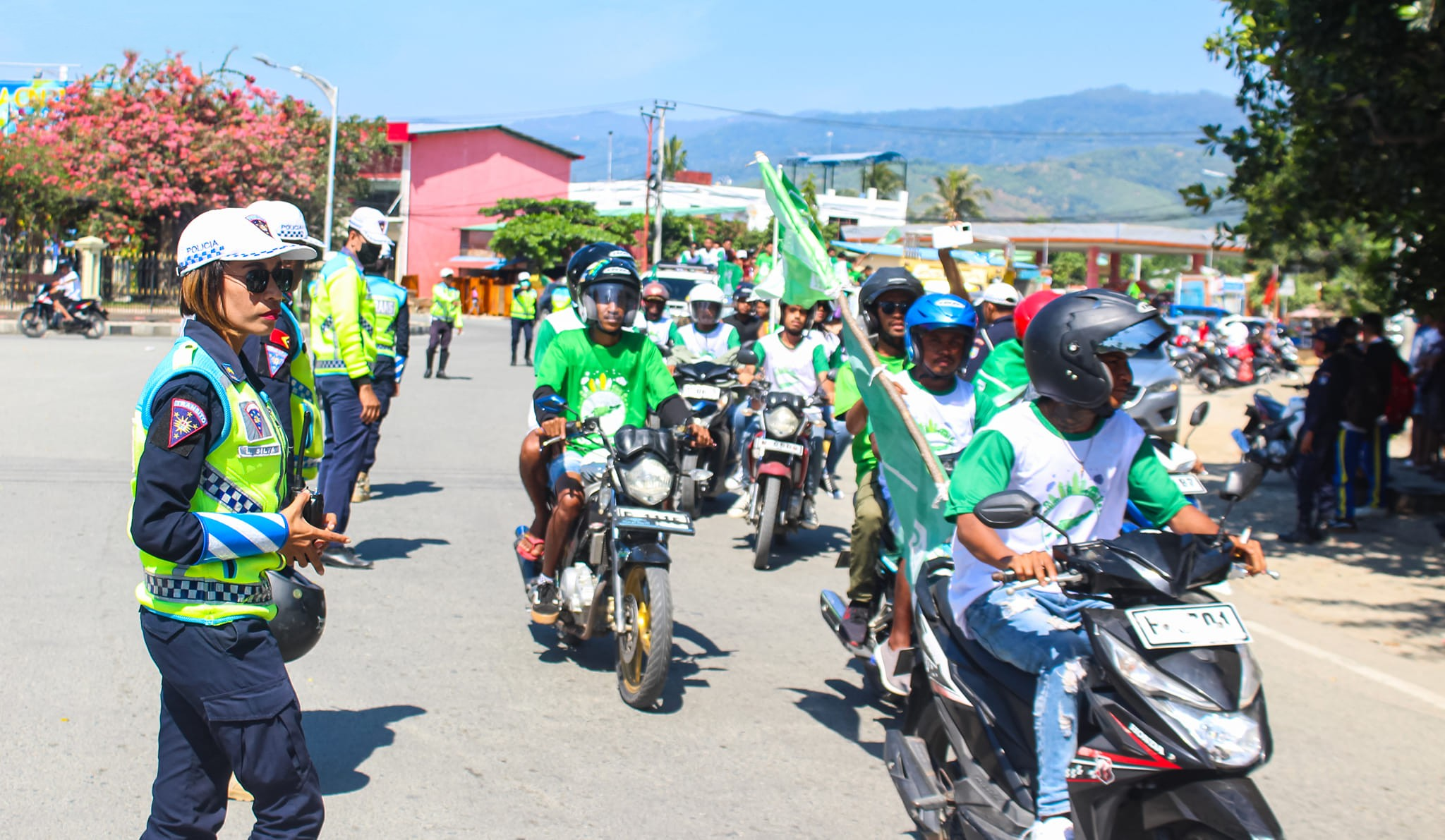
Corso der Grünen in Dili

Der Wahlkampf begann offiziell am 19. April und läuft bis zum 18. Mai. José Agostinho da Costa Belo, der Präsident des CNE, forderte die Parteien auf, am 20. April den Wahlkampf ruhen zu lassen, weil an dem Tag eine totale Sonnenfinsternis in Osttimor stattfindet. Die Sonnenfinsternis solle den Wahlkampf nicht beeinflussen.
Vorab veröffentlichte das Forschungsinstitut Matadalan die Ergebnisse einer Umfrage, die es bei 400 Personen in allen Landesteilen zwischen dem 24. März und 3. April durchgeführt hatte. Die Wähler in der Diaspora wurden nicht bei der Umfrage berücksichtigt. Dem Ergebnis nach unterstützten 49 % der Befragten den CNRT. 25 % würden der FRETILIN ihre Stimme geben, 5,5 % der PD und 5,25 % der KHUNTO. Die PLP von Premierminister Taur Matan Ruak würde mit 3,5 % an der Vier-Prozent-Hürde scheitern. Die Grünen kämen auf 1 % und alle anderen Parteien zusammen auf 7,75 %. Die Fehlermarge bei der Umfrage liegt allerdings bei 5 %. Auf die Frage, wer Premierminister werden soll, lautete die Antwort bei 60,25 % Xanana Gusmão (CNRT), bei 19 % Marí Alkatiri (FRETILIN) und bei 6,25 % Taur Matan Ruak. 6 % wünschen sich Mariano Sabino Lopes (PD) und 2,75 % Armanda Berta dos Santos (KHUNTO). Bei der Frage nach möglichen Koalitionen wünschten sich 27,75 % ein Bündnis zwischen CNRT und PD und nur 17,75 % die derzeitige Koalition aus FRETILIN, PLP und KHUNTO. 12 % wollten eine Koalition von CNRT, Fretilin und PD und 8,25 % eine von CNRT, PD und PLP.

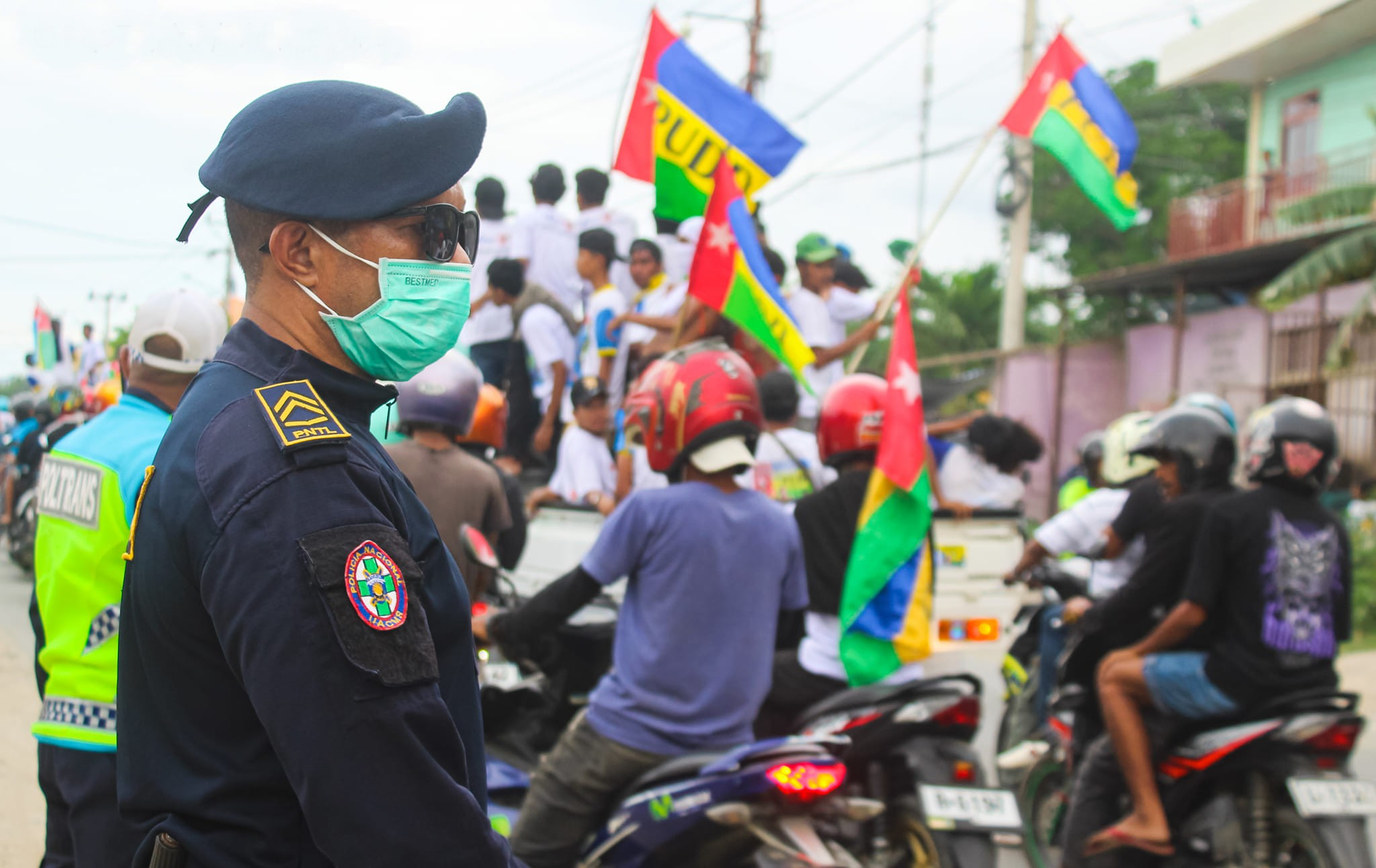
Corso der PUDD in Dili

Bei fast allen großen Parteien gaben die meisten Befragten an, dass sie ihre Entscheidung aufgrund des Programms oder der Vision der Partei getroffen hätten. Bei der KHUNTO sagten aber 30 % ihrer Unterstützer, sie hätten sich aufgrund familiärer Beziehungen zu ihrer Parteiführung für sie entschieden. Bei der Frage nach dem Wunsch-Premierminister kann Gusmão seine Unterstützung auf seinen persönlichen Hintergrund und Wirken zurückführen, während bei den anderen Politikern die hinter ihnen stehende Partei der Grund ist. Die wichtigsten Themen der Befragten sind der Ausbau von Infrastruktur (43 %), die Schaffung von Arbeitsplätzen (22,75 %) und Bildung (14 %).
Mitte April ließ Abel de Conceição, der Administrator der Gemeinde Aileu eine öffentliche Debatte zum Thema „Aufbau einer neuen gerechten und solidarischen Gesellschaft“ im Friedenszentrum Uma Dame in Aileu durch Polizisten auflösen. Die Veranstaltung, bei der Vertreter verschiedener politischer Kräfte diskutieren sollten, war von der Jugendbewegung der Gemeinde Aileu (MJMA) organisiert worden. Conceição begründete die Auflösung mit den vorgegebenen Zeitraum des Wahlkampfes und dass Debatten zwischen den Parteien nur von den Wahlgremien organisiert werden dürften. Präsident Ramos-Horta kritisierte das Vorgehen und betonte das verfassungsmäßige Recht, Veranstaltungen zu organisieren und ihre Ansichten zu politischen Themen zu äußern. Auf Anfrage von Virgílio da Silva Guterres, der Ombudsmann des Provedoria dos Direitos Humanos e Justiça (PDHJ) erklärte Conceição sein Bedauern, er hätte die Bürger nicht in ihren Rechten Einschränken, sondern nur die Vorgaben von CNE und STAE umsetzen wollen. Guterres betonte, dass dies aber nicht Aufgabe der Gemeindeverwaltung, sondern der CNE sei und auch Miguel Pereira de Carvalho, der Conceição vorstehende Minister für Staatsadministration erklärte, der Gemeindeadministrator habe weder die Entscheidungsgewalt über die Zulassung solcher Veranstaltungen, noch könne er der Polizei Anweisungen geben.
Den Vorschlag der FRETILIN von zwei Debatten im Wahlkampf zwischen Alkatiri und Gusmão lehnte der CNRT ab, da man die vorgeschlagenen Themen nicht für angemessen halte. Als Themen waren das Abkommen über die Seegrenze zu Australien (siehe Grenzstreitigkeiten zwischen Australien und Osttimor), dass Gusmão ausgehandelt hatte und die Affäre um den Bau der Fähre Haksolok. Dem CNRT wird Mitverantwortung gegeben, dass das Schiff nach der Pleite der portugiesischen Werft nach Jahren nicht in Osttimor ist. Bei der Abstimmung über den Grenzvertrag, hatte Alkatiri die FRETILIN im Parlament dagegen abstimmen lassen, was ihm als Verrat vorgeworfen wird. Alkatiri sieht aber Fehler im Vertrag und wollte Gusmão damit konfrontieren. Ebenso mit Fehlern in der Politik, von denen Gusmão so täte, als habe er in den letzten 15 Jahren niemals die Regierung geführt.
Am 27. April kam es während des Wahlkampfes in Daco Ate (Suco Afaloicai) zu Ausschreitungen zwischen den Anhängern verschiedener Parteien. Dabei wurden sieben Häuser beschädigt und 16 Personen verletzt, zwei davon mussten nach Steinwürfen in Viqueque behandelt werden. Polizei und Soldaten sorgten wieder für Ruhe und Ordnung und konnten zwei Tatverdächtige ermitteln.
Nach einer Wahlkampfveranstaltung der KHUNTO in Dili wurden am 12. Mai KHUNTO-Aktivisten von Unbekannten angegriffen. Vier wurden so schwer verletzt, dass sie im Krankenhaus behandelt werden mussten. Die Polizei konnte keine der Angreifer identifizieren.
Am 15. Mai kritisierte Präsident Ramos-Horta in einem Interview Parteien, die mit Kampfsportgruppen zusammen arbeiten. Diese Parteien und ihre „skrupellosen Führer“ würden Jugendliche manipulieren und Kampfsport zu einem politischen Instrument machen. Ramos-Horta deutete an, dass er möglicherweise ein Kabinett, dem solche Parteien angehören, nicht zustimmen werde. Dabei betonte der Staatschef, dass der Kampfsport selbst und auch die Verbindung einiger Gruppierungen nach Indonesien dabei nicht das Problem seien. Ramos-Horta erklärte, er mache sich Sorgen, wenn eine solche Partei beispielsweise in einer Koalition das Innenministerium leitet, mit einem Budget von 100 Millionen Dollar; ein direkter Bezug auf die aktuellen Regierung. Der stellvertretende Innenminister Antonino Armindo gehört der KHUNTO an, die eng verbunden mit der Kampfsportorganisation Korka ist. Neben der KHUNTO haben auch die Grünen mit einer Kampfsportgruppe, der 7-7, enge Verbindungen. Bei beiden Parteien treten Mitglieder der Kampfsportgruppen und deren Anführer auf und zeigen Symbole und Handgesten der Gruppen. Die Nichtregierungsorganisation Fundasaun Mahein warnte bereits vor einer zunehmenden Politisierung der Kampfsportgruppen im Land. Auch würden diese Gruppen in verschiedene staatliche Institutionen eindringen., was „zu mehr Gewalt und soziopolitischer Instabilität beitragen könnte“. Ramos-Horta rief die Bevölkerung auf entsprechende Parteien nicht zu wählen.

## Wahltag

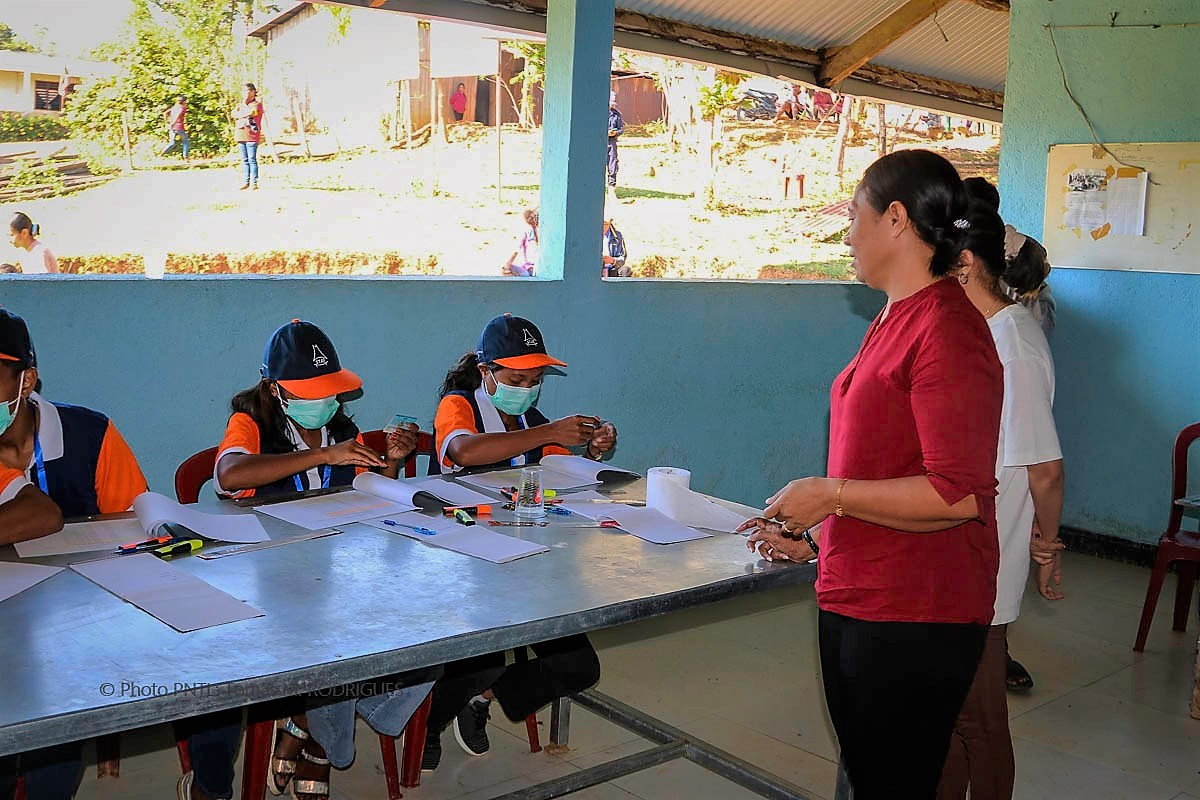
Wahllokal in Liurai

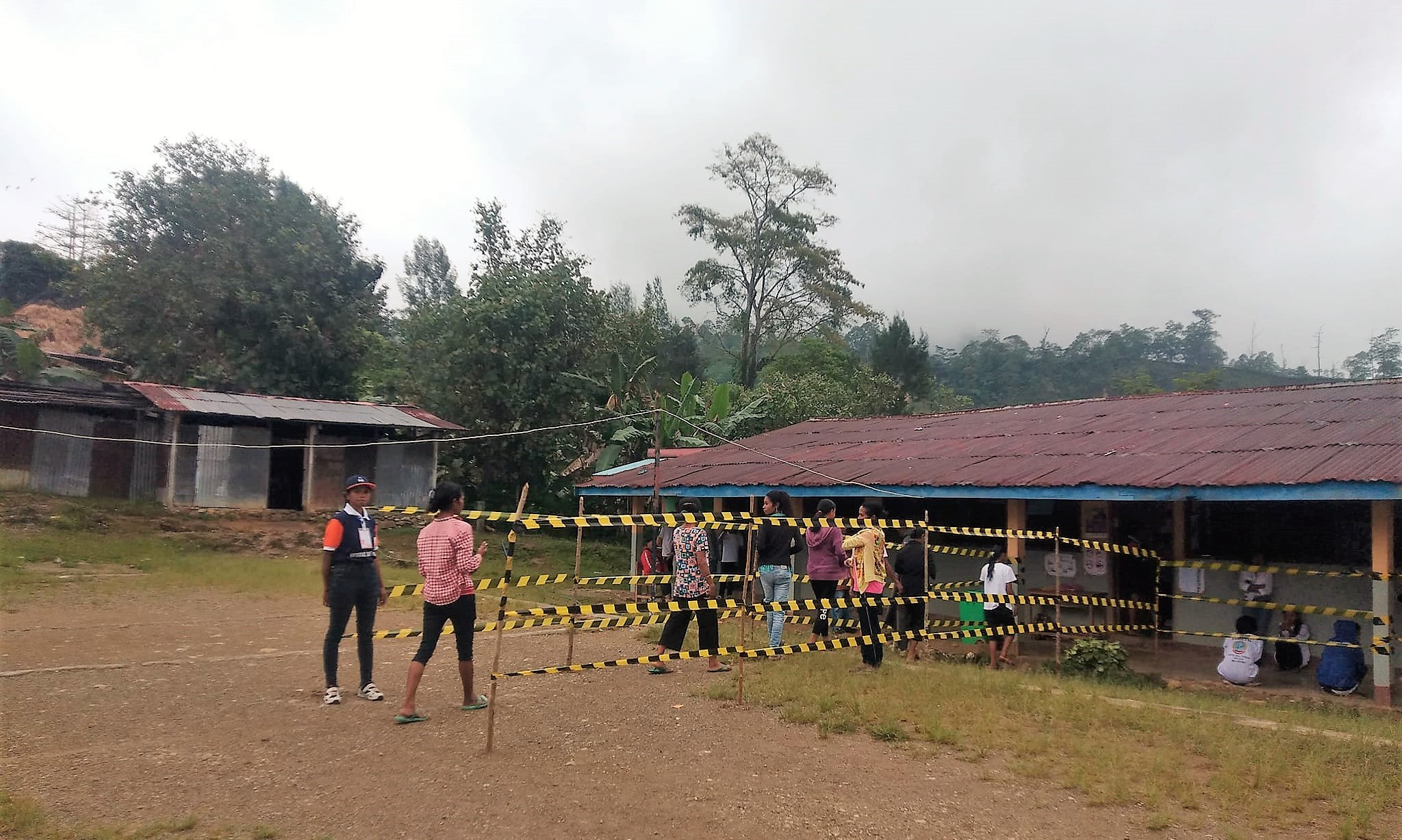
Wahllokal in der Grundschule von Rotuto

Die Wahllokale waren von 7:00 bis 15:00 geöffnet. In den Wahllokalen in Übersee wurde zur gleichen Uhrzeit abgestimmt, so dass man in Australien früher und in Europa zuletzt seine Stimme abgeben konnte.
Mehr als 250 internationale Wahlbeobachter reisten nach Osttimor an. Sie kamen unter anderem von der Europäischen Union, der Gemeinschaft der Portugiesischsprachigen Länder (CPLP), dem Entwicklungsprogramm der Vereinten Nationen und dem australischen Parlament. Zehn Botschaften hatten Beobachter bei der STAE angemeldet. Dazu kamen Vertreter verschiedene Nichtregierungsorganisationen, der g7+-Staaten und andere. Die größte Delegation ist die australische mit 60 Teilnehmern. Der US-amerikanische besteht aus 35 Personen, die japanische aus 12, die neuseeländische aus 11 und die europäische aus 8. Die Timoresische Bischofskonferenz, die Nationale Kommission für Gerechtigkeit, Frieden und Bewahrung der Schöpfung (JPIC) und die kirchliche Organisation für soziale Angelegenheiten (OIPAS) stellen 2000 nationale Wahlbeobachter. Sie werden von der United States Agency for International Development (USAID), dem International Republican Institute (IRI) und dem Catholic Relief Services (CRS) unterstützt.
Die Mitarbeiter der Wahllokale durften als Erste ihre Stimme abgeben. Dazu gehörte auch das Sicherheitspersonal, dass sich danach während der Stimmabgabe 25 Meter vom Wahllokal entfernt aufhalten musste. Bis zum Abend wurde von keinen nennenswerten Vorfällen berichtet.

## Ergebnis und Regierungsbildung
| Offizielles Ergebnis (Stand 26. Mai 2023) |                                                              |              |                  |                              |                  |                  |                              |
|                                           | Position auf dem Stimmzettel                                 | Partei       | Stimmanteil 2018 | Sitze im Parlament 2018–2023 | Stimmanzahl 2023 | Stimmanteil 2023 | Sitze im Parlament 2023–2028 |
| 1                                         | Partido do Desenvolvimento Nacional PDN                      | Teil der FDD | -                | 597                          | 0,09 %           | -                |                              |
| 2                                         | Partidu Liberta Povu Aileba PLPA                             | Teil der MDN | -                | 3.272                        | 0,47 %           | -                |                              |
| 3                                         | Partidu Libertasaun Popular PLP                              | Teil der AMP | 8                | 40.720                       | 5,88 %           | 4                |                              |
| 4                                         | Partido Democrático PD                                       | 9,8 %        | 5                | 64.517                       | 9,32 %           | 6                |                              |
| 5                                         | Kmanek Haburas Unidade Nasional Timor Oan KHUNTO             | Teil der AMP | 5                | 52.031                       | 7,51 %           | 5                |                              |
| 6                                         | Partido os Verdes de Timor PVT                               | -            | -                | 25.106                       | 3,63 %           | -                |                              |
| 7                                         | União Democrática Timorense UDT                              | Teil der FDD | 1                | 1.256                        | 0,18 %           | -                |                              |
| 8                                         | Partidu Unidade Dezenvolvimentu Demokratiku PUDD             | Teil der FDD | 1                | 21.647                       | 3,13 %           | -                |                              |
| 9                                         | Partidu Republikanu PR                                       | 0,7 %        | -                | 1.558                        | 0,23 %           | -                |                              |
| 10                                        | União Nacional Democrática de Resistência Timorense UNDERTIM | Teil der MDN | -                | 1.023                        | 0,15 %           | -                |                              |
| 11                                        | Frente Revolucionária do Timor-Leste Independente FRETILIN   | 29,7 %       | 23               | 178.338                      | 25,75 %          | 19               |                              |
| 12                                        | Congresso Nacional da Reconstrução Timorense CNRT            | Teil der AMP | 21               | 288.289                      | 41,63 %          | 31               |                              |
| 13                                        | Centro Acção Social Democrata Timorense CASDT                | Teil der MSD | -                | 3.170                        | 0,46 %           | -                |                              |
| 14                                        | Movimentu Libertasaun ba Povu Maubere MPLM                   | Teil der MDN | -                | 642                          | 0,09 %           | -                |                              |
| 15                                        | Partido Socialista de Timor PST                              | Teil der MSD | -                | 2.415                        | 0,35 %           | -                |                              |
| 16                                        | Partido Democrata Cristão PDC                                | Teil der MSD | -                | 1.262                        | 0,18 %           | -                |                              |
| 17                                        | Associação Popular Monarquia Timorense APMT                  | Teil der MDN | -                | 6.678                        | 0,96 %           | -                |                              |

| Wahlbeteiligung und ungültige Stimmen |         |          |
| | Stimmen | %        |
| gültige Stimmen | 692.521 | 98,13 %  |
| ungültige Stimmen (nulos)* | 10.387  | 1,47 %   |
| beanstandete Stimmen (reclamados) | 0       | 0,00 %   |
| leere Stimmzettel (mamuk, branku) | 2.698   | 0,38 %   |
| zurückgewiesene Stimmzettel (rejeitados, rezeitadu) | 61      | 0,01 %   |
| verwaiste Stimmzettel (abandonados) | 26      | 0,00 %   |
| Gesamt (Wahlbeteiligung: 79,28 %) | 705.693 | 100,00 % |
| * Mit „nulos“ werden Stimmzettel gewertet, bei denen die Wahl nicht eindeutig ist, z. B. bei Lochungen bei zwei Parteien oder außerhalb der Kästchen, so dass eine Zuordnung nicht möglich ist. |         |          |

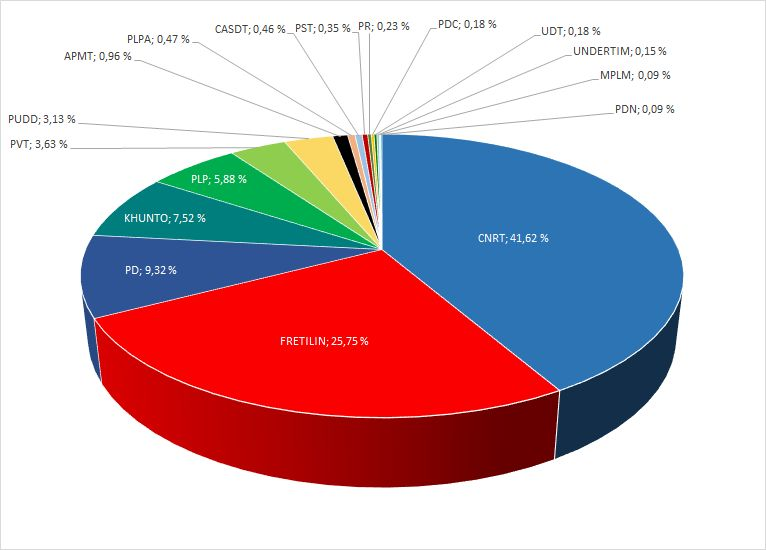
Stimmverteilung auf die Parteien
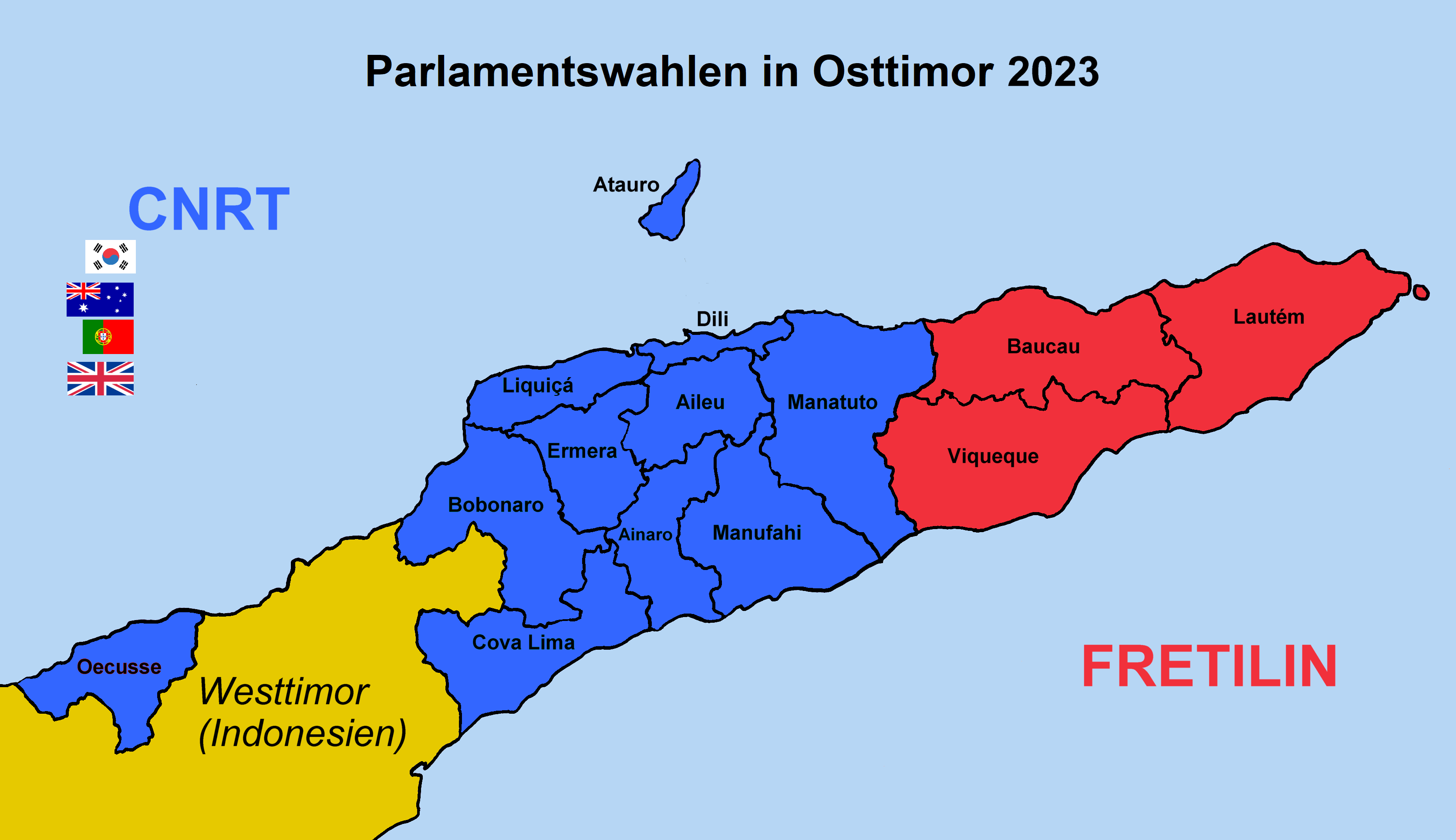
Stärkste Partei in den jeweiligen Gemeinden und Wahllokalen im Ausland
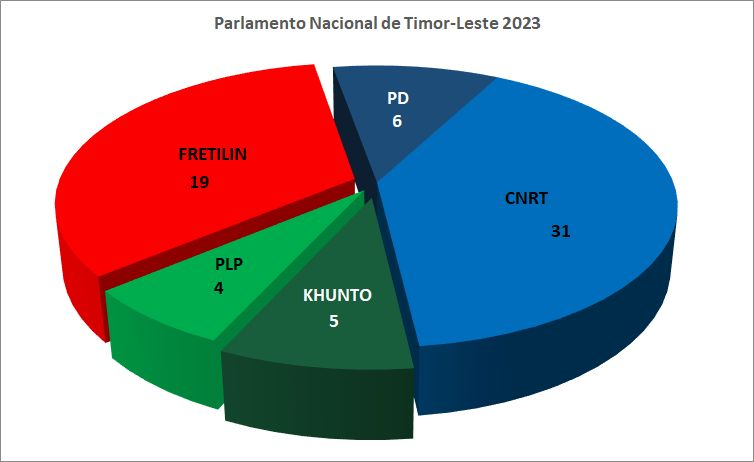
Sitzverteilung im Parlament
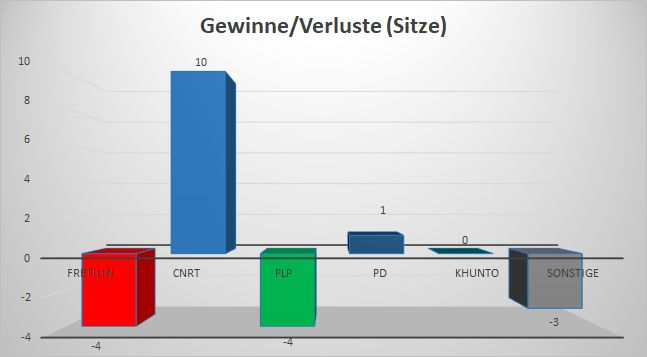
Gewinne/Verluste bei den Sitzen im Parlament

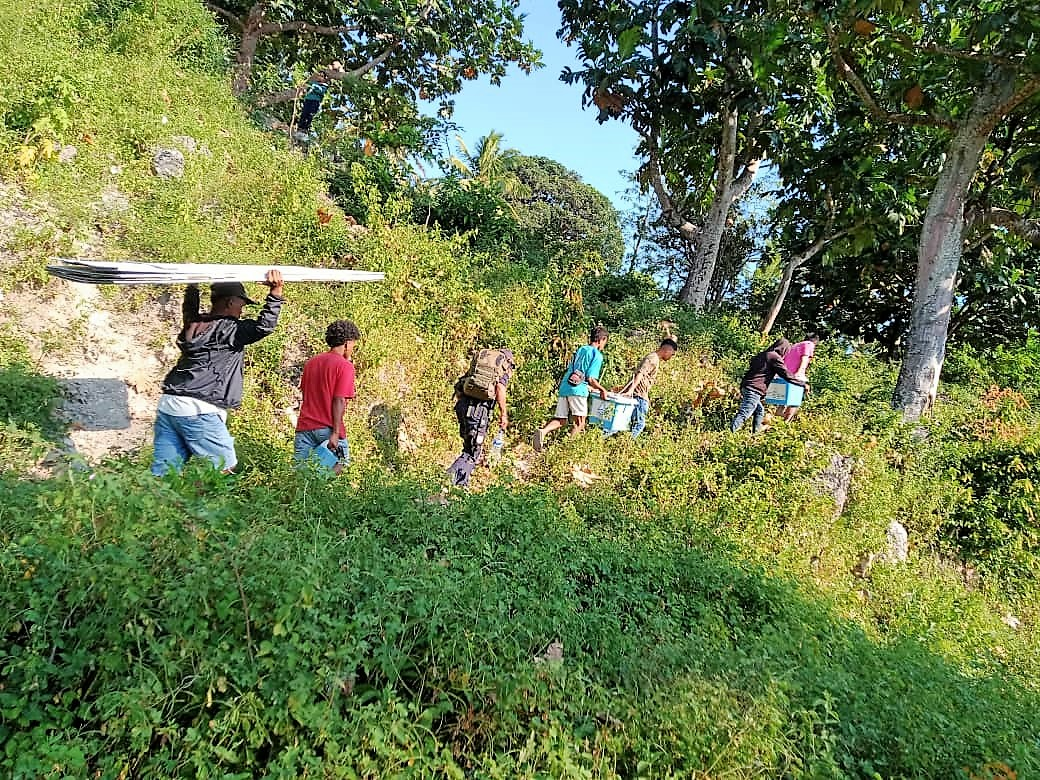
Transport der Wahlurnen und von Zubehör für ein Wahllokal

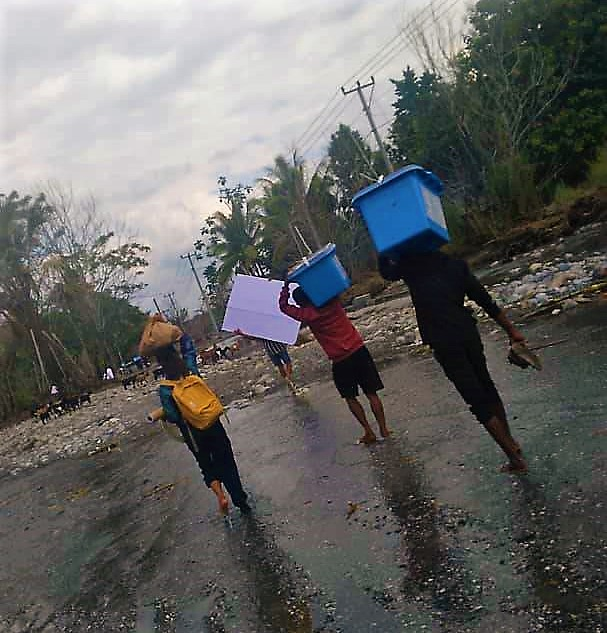
Wo Straßen fehlen, müssen Träger das Material zu den Wahllokalen bringen

Die Wahlbeteiligung sank von 80,98 % im Jahr 2018 leicht auf 78,83 %. Trotzdem wurden mit 705.680 mehr Stimmen als je zuvor bei einer Wahl in Osttimor abgegeben. Das Endergebnis zeigte einen klaren Sieg für den CNRT und die Möglichkeit einer Mehrheit im Nationalparlament zusammen mit der PD. Präsident Ramos-Horta erklärte, er werde die stärkste Partei (den CNRT) zu Gesprächen über eine Regierungsbildung einladen. Wieder betonte er, dass er aber nicht jeden Koalitionspartner akzeptieren werde. Die Plattform der alten Regierungsparteien FRETILIN, KHUNTO und PLP erreichten nur 28 der 65 Sitze und damit weniger als der CNRT alleine. Die Grünen scheiterten knapp an der Vier-Prozent-Hürde, gefolgt von der PUDD. Alle anderen Parteien bekamen jeweils weniger als ein Prozent der Stimmen. Die FRETILIN wurde nur in ihren Hochburgen Lautém, Viqueque und Baucau stärkste Kraft. Ansonsten lag immer der CNRT vorne, auch in den Wahllokalen im Ausland. In der Gemeinde Ermera erhielt der CNRT mit 51,05 % sogar die absolute Mehrheit der Stimmen. Für die FRETILIN war es das bisher schlechteste Wahlergebnis ihrer Geschichte.
Die Beobachter der Gemeinschaft der Portugiesischsprachigen Länder attestierten, dass „der gesamte Wahlprozess unter den konkreten Bedingungen, die beobachtet wurden, zuverlässig und glaubwürdig war und keinen Anlass zu Beanstandungen gab, die die Transparenz und Integrität des Wahlprozesses gefährden könnten“. Das Außenministerium der Vereinigten Staaten beglückwünschte Osttimor für „freie, faire und transparente“ Wahlen, die „eine Inspiration für die Demokratie weltweit“ seien. Gleiches bestätigte die Europäische Union.
Innerhalb der FRETILIN wurden Stimmen laut, die den Rücktritt der Parteiführung nach dieser „demütigenden“ Niederlage fordern. José Agostinho Sequeira erklärte, Alkatiri und Guterres seien keine Alternativen mehr. Sequeira war auf einem Parteikongress im vorigen September als Kandidat für den Parteivorsitz gescheitert. Zu den internen Widersachern der Parteiführung gehören auch Rui Maria de Araújo, Osório Florindo und Luís Maria Lobato. Bei einem Treffen der innerparteilichen Opposition war auch Lere Anan Timur zugegen. Der ehemalige General hatte bei der letzten Präsidentenwahl gegen seinen Parteifreund Guterres kandidiert, sich aber während der Parlamentswahl als Mitglied einer Führungs-Troika mit Alkatiri und Guterres präsentiert.
Fidelis Leite Magalhães, Minister des Präsidiums des Ministerrates Osttimors erklärte, die bisherige Regierung werde mit der zukünftigen zusammen arbeiten und für einen „würdigen und qualitativ hochwertigen Übergang“ sorgen.

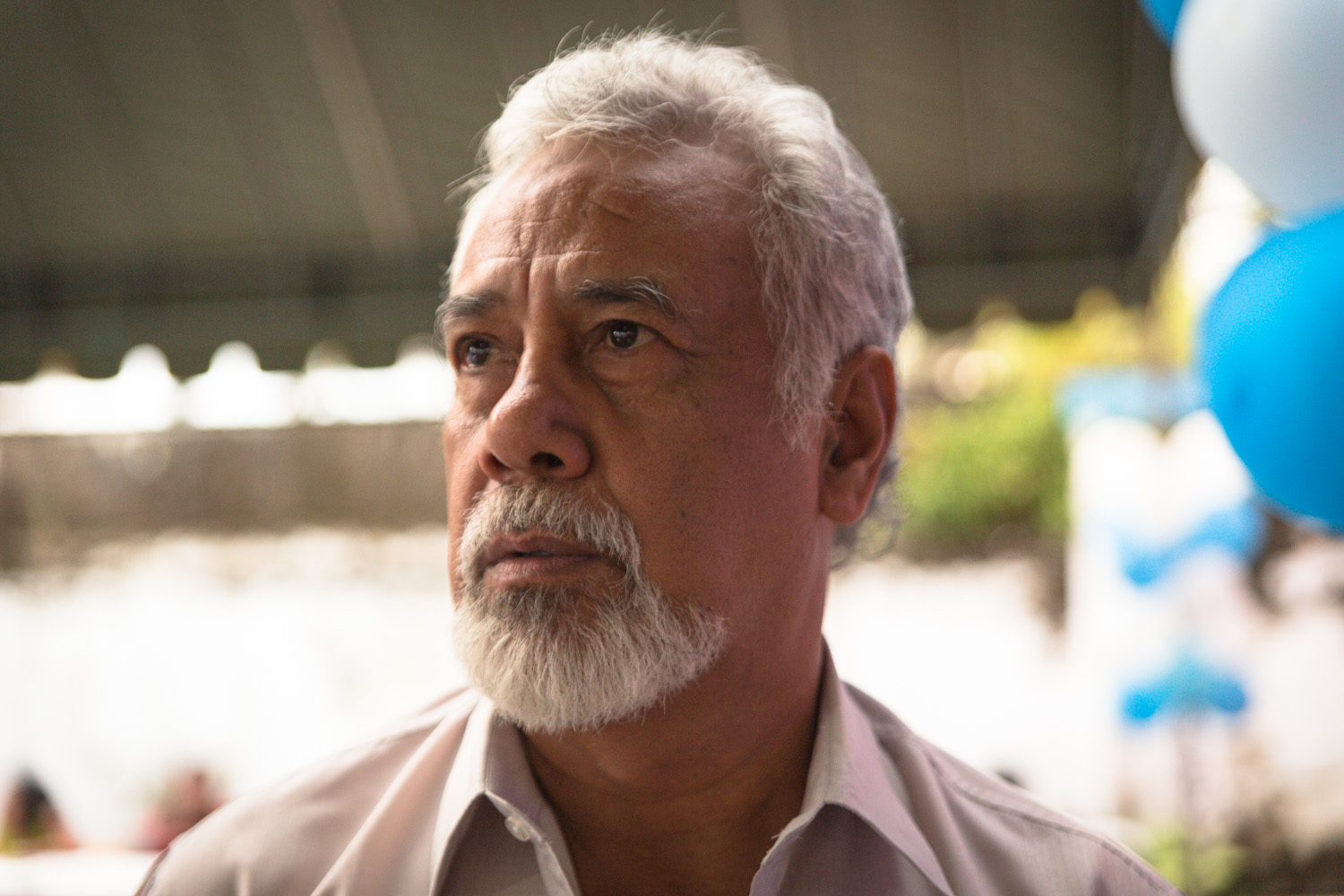
Wahlsieger Xanana Gusmão

Allerdings musste der Termin der Amtseinführung der neuen Abgeordneten von Parlamentspräsident Lopes festgelegt werden und nach den Wahlen gab es Forderungen aus den alten Regierungsparteien, den Termin auf den September zu verschieben. Die laufende Legislaturperiode würde nach deren Meinung so lange dauern. Zwischenzeitlich nutzte die alte Regierung die Zeit nach der Wahl noch für die Beratung neuer Gesetze. Staatspräsident Ramos-Horta beharrte aufgrund der Verfassung auf eine Vereidigung innerhalb von zwei Wochen nach der Wahl. Das Oberste Gericht bestätigte am 5. Juni das Ergebnis der Wahlen, als letzten formalen Schritt für ihre Gültigkeit. Tags darauf einigten sich die Vorsitzenden der Fraktionen im Parlament nach einer mehr als zweieinhalbstündigen Sitzung auf den 22. Juni als Datum der Amtseinführung. Dies entspräche der Geschäftsordnung des Parlaments, die als spätesten Termin den 15. Tag nach der Bestätigung der Wahl durch das Oberste Gericht vorgibt. Die Entscheidung vom 5. Juni wurde erst am Tag darauf im Jornal da República veröffentlicht, sodass der letzte Termin auf den 21. Juni fiel. Der CNRT hatte diese Auslegung als Kompromiss akzeptiert, da die alten Regierungsparteien weiter auf einen Termin der Machtübergabe im September beharrten. Am ersten Sitzungstag des 6. Nationalparlaments Osttimors wurde Maria Fernanda Lay (CNRT) als erste Frau zur Parlamentspräsidentin gewählt.
Am 7. Juni trat die VIII. konstitutionelle Regierung ein letztes Mal zusammen. Präsident Ramos-Horta traf sich am 9. Juni halboffiziell mit Vertretern von CNRT und PD, um über den Zeitplan zur Bildung der neuen Regierung zu sprechen. Am 29. Juni empfing der Staatspräsident den designierten Premierminister Xanana Gusmão und unterzeichnete am Tag darauf das Dekret der Ernennung der neuen Regierung, die dann am 1. Juli vereidigt wird. Ramos-Horta forderte, dass nicht alle Regierungsangestellten, die einer anderen Partei angehören, entlassen werden. Das habe in der Vergangenheit sogar Reinigungskräfte betroffen.